# Лямбда Андромеды
Лямбда Андромеды (лат. λ Andromedae), 16 Андромеды (лат. 16 Andromedae), HD 222107 — кратная звезда в созвездии Андромеды на расстоянии приблизительно 78,8 световых лет (около 24,2 парсеков) от Солнца.

## Характеристики
Первый компонент (HD 222107) — жёлтый гигант или субгигант, эруптивная переменная звезда типа RS Гончих Псов (RS) спектрального класса G8III-IV или G8IVk. Видимая звёздная величина звезды — от +4,05m до +3,65m. Масса — около 1 солнечной, радиус — около 7 солнечных, светимость — около 23,4 солнечных. Эффективная температура — около 4800 К.
Второй компонент (CCDM J23377+4627B) удалён на 47,5 угловых секунд. Видимая звёздная величина звезды — +13,3m. Орбитальный период — около 20,521 суток.
Третий компонент (BD+45 4283C) — жёлтый карлик спектрального класса G. Видимая звёздная величина звезды — +10,5m. Радиус — около 1,08 солнечного, светимость — около 0,972 солнечной. Эффективная температура — около 5503 К. Удалён на 217,6 угловых секунд.
Четвёртый компонент (CCDM J23377+4627D) удалён от третьего компонента на 68,5 угловых секунд. Видимая звёздная величина звезды — +11,5m.